# Fiat 527
La Fiat 527 aussi connue sous le nom de Ardita 2500, était une automobile de haut de gamme fabriquée par Fiat Italie entre 1934 et 1936.
Cette voiture était la troisième version de la gamme Ardita qui comprenait les versions Fiat 518 Ardita : 
- 1750 équipée d'un moteur Fiat 118, 4 cylindres de 1 758 cm3 développant 40 ch à 3 600 tr/min,
- 2000 avec un moteur Fiat 118A de 1 944 cm3 de 45 ch.

La version 2 500 cm3 a été fabriquée à partir de 1934 et était équipée d'un moteur Fiat 127, 6 cylindres en ligne de 2 516 cm3, développant 60 ch à 3 800 tr/min.

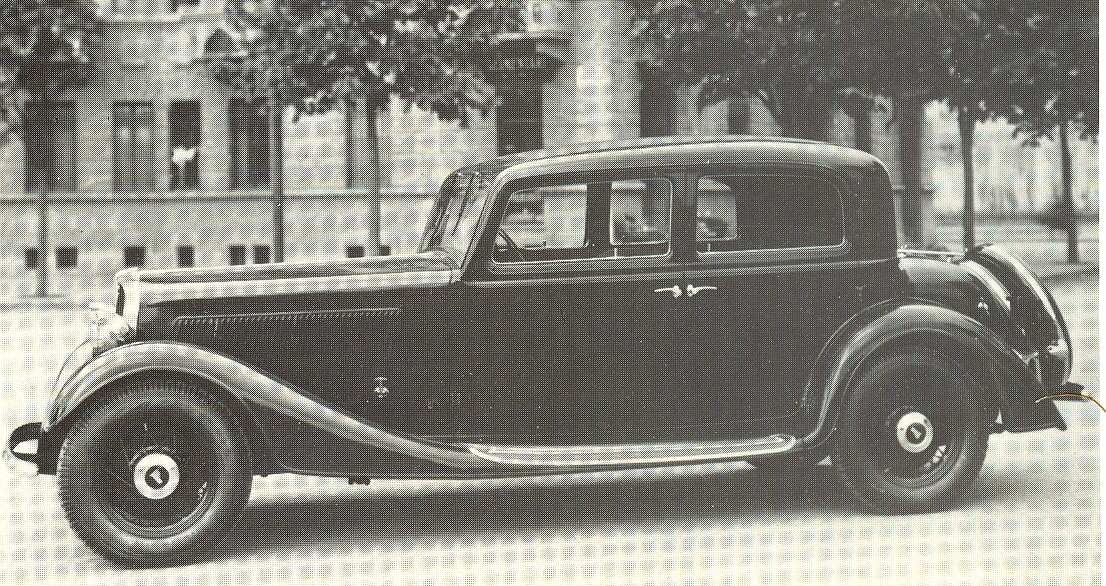
Fiat 527 Berline Sport

Deux versions ont été fabriquées, la Limousine et la Berline Sport, toutes deux avec un empattement long de 3 170 mm.
Ce seront 1 148 exemplaires qui seront fabriqués en Italie.
Ce modèle n'a jamais été fabriqué dans d'autres pays.